# Typhlodromus juniperi
Typhlodromus juniperi är en spindeldjursart som först beskrevs av Kolodochka 1982.  Typhlodromus juniperi ingår i släktet Typhlodromus och familjen Phytoseiidae. Inga underarter finns listade i Catalogue of Life.